# Ulrich Stille
Ulrich Stille (* 23. Januar 1910 in Berlin-Wilmersdorf; † 7. März 1976 in Braunschweig) war ein deutscher Physiker und von 1970 bis 1975 Präsident der Physikalisch-Technischen Bundesanstalt (PTB).

## Leben
Stille ging in Braunschweig und Hannover auf das Gymnasium und studierte an der TH Hannover, der Universität München und der Universität Göttingen Physik, Mathematik und Chemie. Seit 1928 war er Mitglied des Corps Isaria. Er wurde 1933 bei James Franck an der Universität Göttingen promoviert (als dessen letzter Doktorand in Göttingen). Titel der Dissertation war Zur Frage der Bildung negativer Ionen in Quecksilberdampf. Februar 1935 trat er der SS bei (SS-Nummer 280.580). Er habilitierte sich 1938 an der TU Braunschweig mit der Arbeit Zur Frage der Bildung und Anregung von Molekülionen im aktiven Stickstoff. Nach der Promotion war er Assistent bzw. Oberingenieur in Hannover, Göttingen und Braunschweig. Ab 1939 war er Dozent in Braunschweig, verlor diese Stelle wegen seiner SS-Mitgliedschaft aber nach Kriegsende. Ab 1948 war er an der PTB, an der er 1952 Regierungsrat wurde, 1958 die Abteilung I (Mechanik) übernahm (leitender Direktor und Professor) sowie 1969 Vizepräsident und 1970 Präsident wurde. 1952 wurde er apl. Professor für Physik in Braunschweig.
Stille befasste sich mit Atomphysik, Molekülspektroskopie, Gasentladung, Plasmaphysik, aktiven Gasen, der Physik der oberen Atmosphäre und insbesondere mit Metrologie. Sein Buch Messen und Rechnen in der Physik war ein Standardwerk.
Er war auf Lebenszeit gewähltes Mitglied des Comité des Poids et Mesures und in verschiedenen IUPAP-Kommissionen. 1970 wurde er als ordentliches Mitglied in die Braunschweigische Wissenschaftliche Gesellschaft aufgenommen.

## Schriften
- Messen und Rechnen in der Physik. Vieweg, 1955, 2. Auflage 1961